# Psalms for the Dead
Albums de Candlemass
Death Magic Doom
(2010) The Door to Doom
(2019)
Psalms for the Dead est le onzième album studio du groupe de doom metal suédois Candlemass, sorti le 8 juin 2012. Au moment de sa sortie, le groupe a déclaré que ce serait leur dernier album,, bien que le bassiste et membre fondateur Leif Edling ait depuis rétracté cette affirmation. Psalms for the Dead est cependant le dernier album de Candlemass enregistré avec Robert Lowe comme chanteur, qui quitte le groupe six jours avant la sortie de l’album.
Cet album est le dernier du groupe pour plus d'une demi-décennie, jusqu'à la sortie en 2019 de leur douzième album studio The Door to Doom. Au cours de ces sept années, le groupe sort cependant deux EP contenant du nouveau matériel : Death Thy Lover (2016) et House of Doom (2018).

## Liste des pistes
Toutes les chansons sont écrites et composées par Leif Edling.
| 1.    | Prophet                                      | 6:05 |
| 2.    | The Sound of Dying Demons                    | 5:30 |
| 3.    | Dancing in the Temple (of the Mad Queen Bee) | 3:38 |
| 4.    | Waterwitch                                   | 7:03 |
| 5.    | The Lights of Thebe                          | 5:49 |
| 6.    | Psalms for the Dead                          | 5:15 |
| 7.    | The Killing of the Sun                       | 4:09 |
| 8.    | Siren Song                                   | 5:57 |
| 9.    | Black as Time                                | 6:47 |
| 50:13 |                                              |      |

## Personnel
Candlemass
- Robert Lowe - chant
- Mats Björkman - guitare rythmique
- Lars Johansson - guitares solo
- Leif Edling - basse, producteur
- Jan Lindh - batterie

Musiciens supplémentaires
- Carl Westholm - claviers
- Mark Robertson - chœurs

Production
- Andreas Bauman - ingénieur
- Chris Laney - ingénieur, mixage
- Sören von Malmborg - masterisation
- Erik Rovanperä - pochette
- Tomas Arfert - graphiques supplémentaires

## Classements
| Année | Classement | Position |
| ----- | ---------- | -------- |
| 2012  | Suède      | 19       |
| 2012  | Allemagne  | 58       |